# Walter von Saint Paul-Illaire

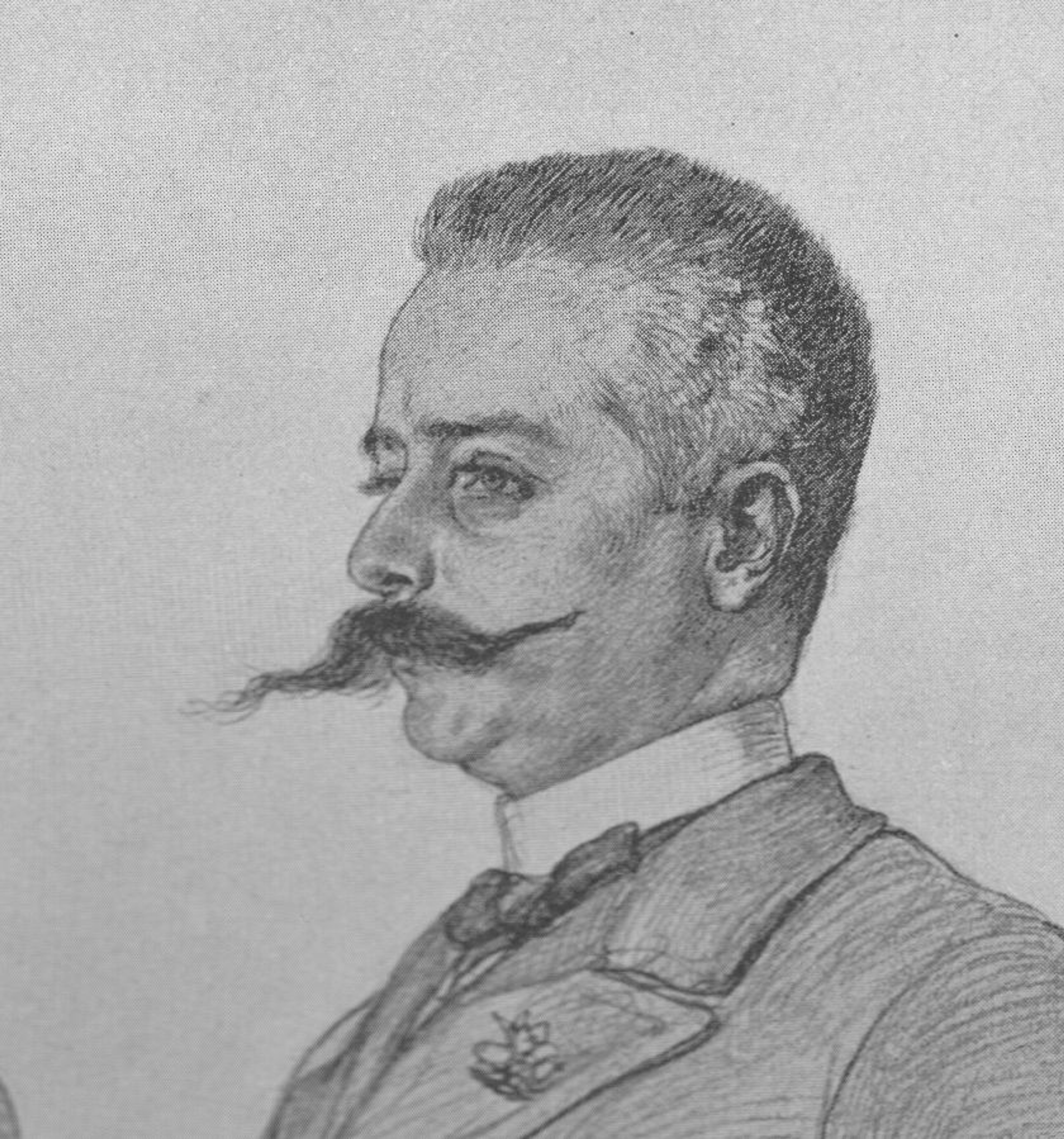
Saint Paul-Illaire (1893)

Adalbert Emil Walter Le Tanneux von Saint Paul-Illaire (* 12. Januar 1860 in Berlin; † 12. Dezember 1940 ebenda) war deutscher Kolonialbeamter in Ostafrika. Er entstammt dem Adelsgeschlecht Le Tanneux von Saint Paul, die im 17. Jahrhundert nach Preußen eingewandert war. Ihm zu Ehren wurde das in den Usambara-Bergen entdeckte und von ihm als Samen eingesandte Usambaraveilchen 1893 durch Hermann Wendland als Typusart der Gattung Saintpaulia erstbeschrieben.

## Leben
Walter von Saint Paul-Illaire, Sohn des Marineoffiziers und Reichstagsabgeordneten Ulrich von Saint Paul-Illaire und der Amalie Henriette Louise Auguste von Saint-Paul-Illaire (* 26. Oktober 1837; † 1. Juni 1888), stieg in der preußischen Armee zum Leutnant auf. Im Jahr 1885 trat er in den Dienst der privaten Deutsch-Ostafrikanischen Gesellschaft (DOAG). Im Januar 1886 nahm er für die DOAG an einer Expedition in das heutige Kenia teil. Der Versuch, ein Gebiet zwischen Gedi und Mombasa zu erwerben und unter deutsche Protektion stellen zu lassen, scheiterte jedoch. Nachfolgend wurde er Zolldirektor und im Jahr 1889 Generalvertreter der DOAG in Sansibar (Ostafrika). 1891 übernahm das Deutsche Reich von der DOAG die Verwaltung über Deutsch-Ostafrika und Saint Paul-Illaire wurde Bezirksamtmann von Tanga. Das Bezirksamt leitete er von 1891 bis 1900. In dieser Zeit fiel ihm in schattigen, humusreichen Felsspalten der nahen Usambara-Berge eine Pflanze auf, die er wegen ihrer blauen, an Veilchen erinnernden Blüte Usambaraveilchen nannte.

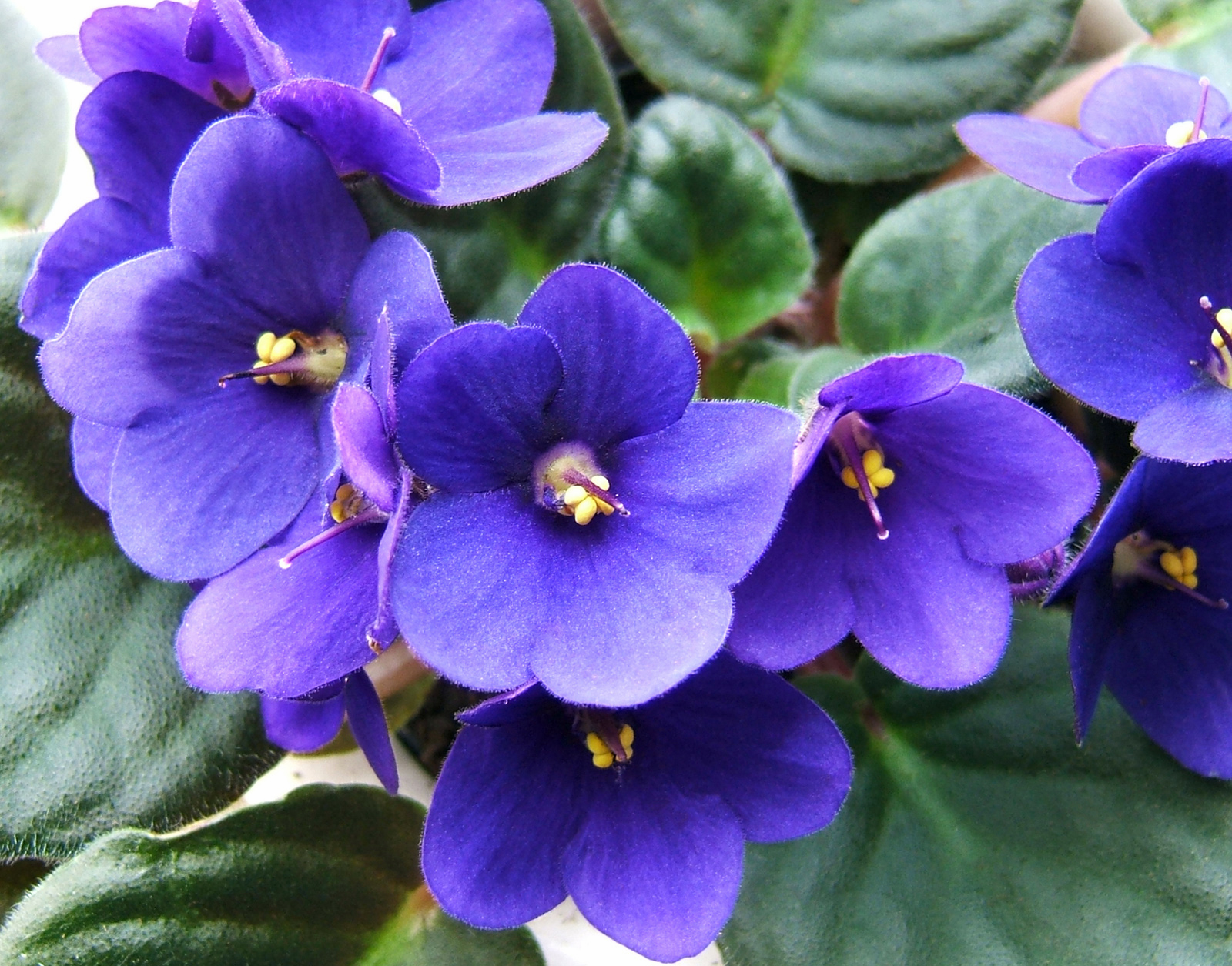
Usambaraveilchen (Saintpaulia-ionantha-Hybride)

Zudem war von Saint Paul-Illaire kolonialpolitischer Mitarbeiter bei der Kölnischen Zeitung, Gründer und Leiter der Ostafrika-Kompagnie sowie Mitbegründer der Kolonial-Abteilung der Deutschen Landwirtschafts-Gesellschaft. Nach dem Ersten Weltkrieg, infolge dessen Deutschland alle Kolonien verlor, schrieb er revisionistische Texte für Zeitungen und Zeitschriften, in denen er die Rückgabe der Kolonien forderte. Doch auch an wissenschaftlichen Publikationen versuchte er sich. So veröffentlichte er bereits 1896 ein Wörterbuch über die ostafrikanische Sprache Swahili.
Walter von Saint Paul-Illaire war seit 1912 Mitglied der Berliner Freimaurerloge Zum Widder. Er starb 1940 in Berlin und wurde auf dem Invalidenfriedhof beigesetzt. Sein Grab ist nicht erhalten. Das von ihm „entdeckte“ Usambaraveilchen wurde erst nach seinem Tod als Zimmerpflanze populär.
Walter von Saint Paul-Illaire heiratete 1893 in Daresalam Marguérite Gräfin von Gersdorff, die Ehe wurde 1911 in Berlin geschieden und die Frau nahm wieder ihren Geburtsnamen an. Aus der Beziehung stammen die beiden Töchter Marieluise und Marianne, und der Sohn Ernst Georg.

## Werke (Auswahl)
- Swahili-Sprachführer. Daresalam 1896.
- Kriegs-Xenien: Stimmen und Stimmungen aus dem Weltkriege. Leipzig 1919.
- Der Fluch der deutschen „Gewissenhaftigkeit“. Berlin 1921.